# Cylindropuntia fulgida
Cylindropuntia fulgida, conocida comúnmente como cholla o cholla brincadora, es una especie de planta suculenta perteneciente al género Cylindropuntia, dentro de la familia Cactaceae. Se distribuye desde el norte de México (concretamente en los estados mexicanos de Sinaloa y Sonora) hasta Arizona (Estados Unidos). Además se ha introducido en lugares como España, el Sur de África, Australia o Nueva Zelanda, donde se considera una especie invasora. 

## Descripción

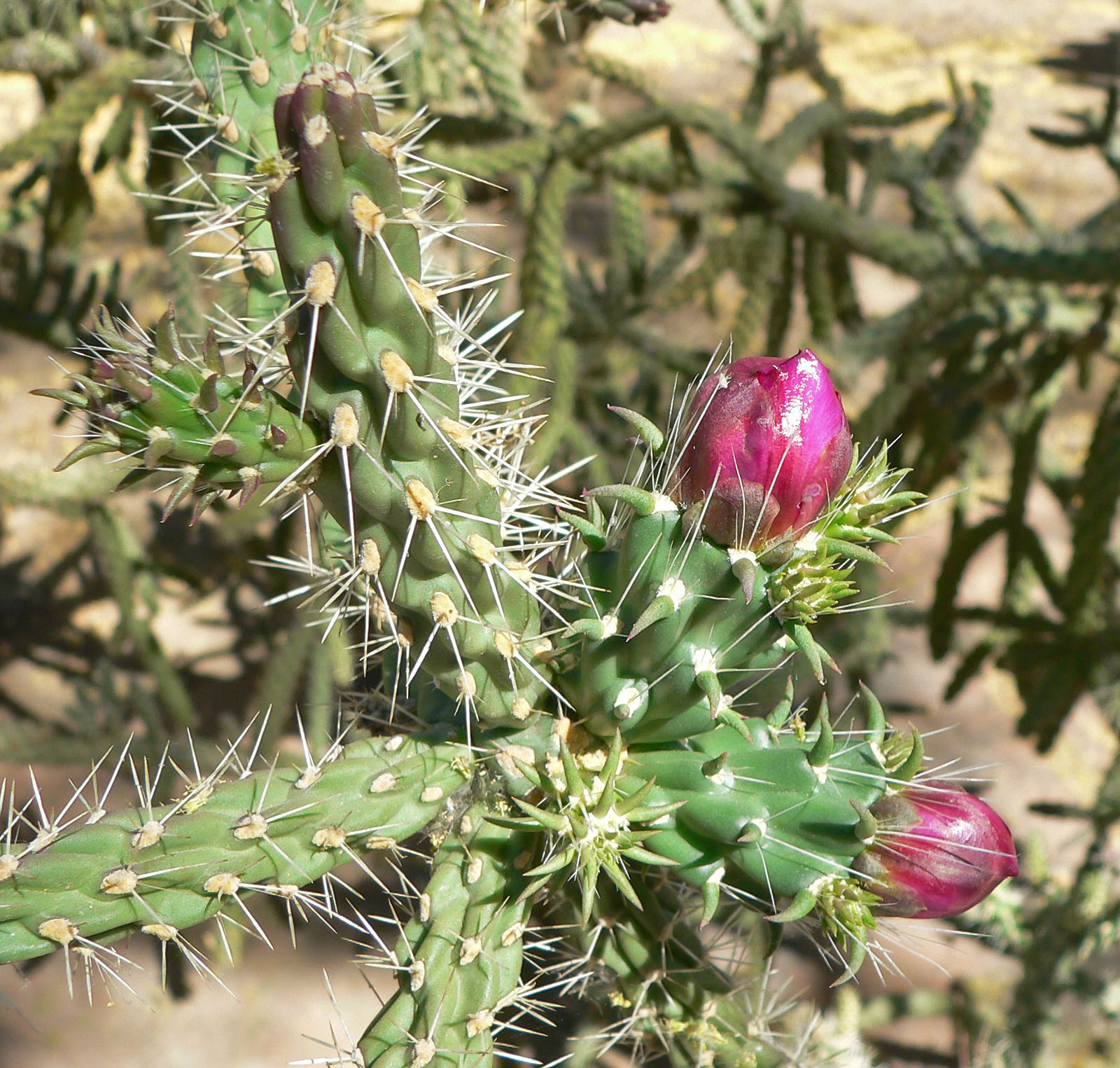
Tallo espinoso

Cylindropuntia fulgida es una especie de cactus muy espinoso que crece como un arbusto o pequeño árbol con un único tronco central erguido poco ramificado. Alcanza alturas de 1,5 a 4 m, con la copa muy ramificada y extendida, la cual alcanza diámetros de hasta 2,4 m.
Los tallos son erectos, articulados y están formados por segmentos que se desprenden con facilidad (principalmente los terminales). Cada uno de ellos mide de 6 a 23 cm de largo y de 2 a 3,5 cm de diámetro. Tienen forma cilíndrica irregular y su epidermis es de color verde grisáceo pálido. Presentan tubérculos bastante alargados (ampliamente ovalados), de 6 a 8 mm de ancho y de 13 a 19 mm de largo. Con el tiempo, las espinas de las partes más viejas de la planta se caen, revelándose una corteza de color marrón negruzco que se vuelve áspera y escamosa con la edad.

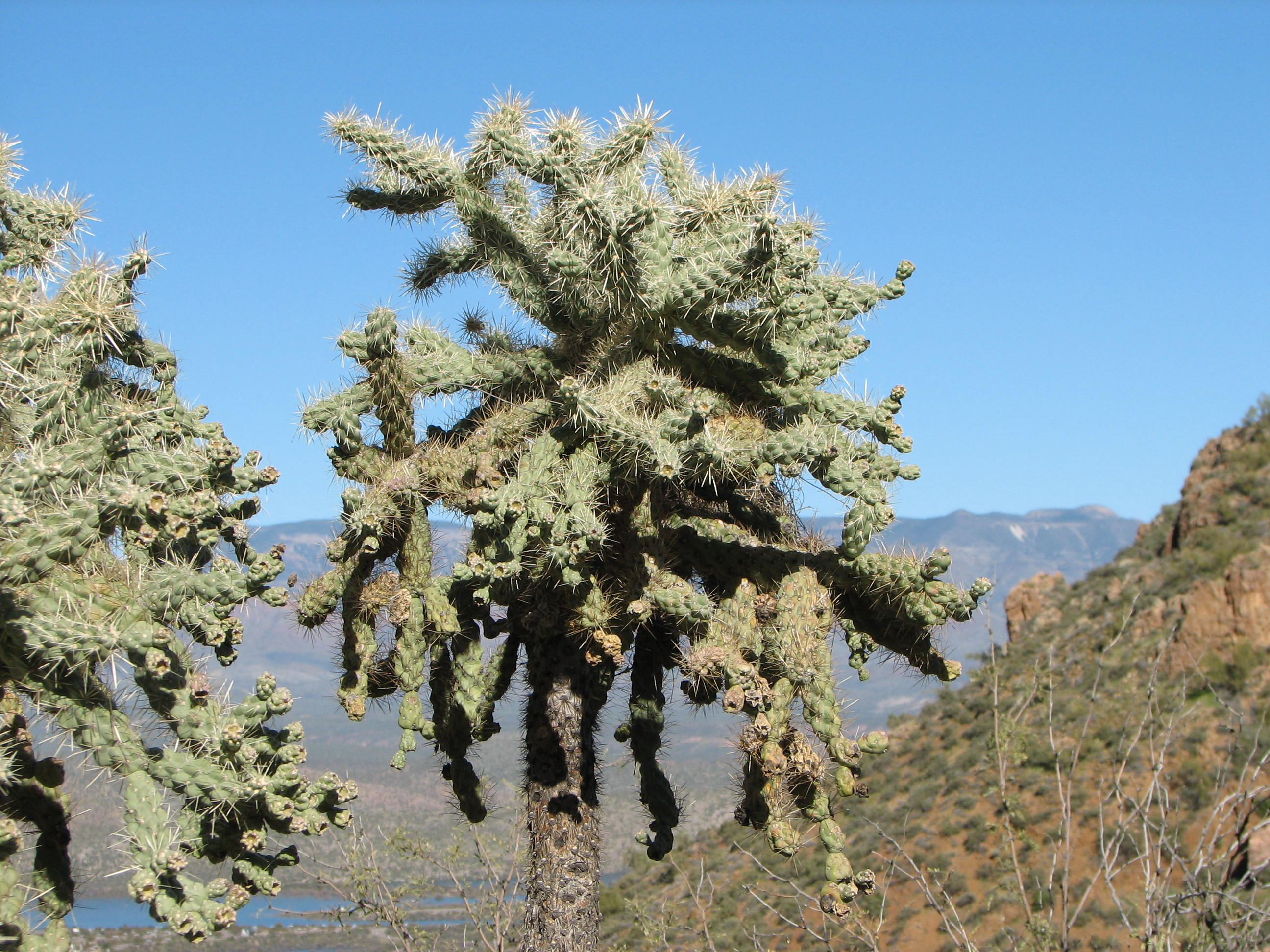
Aspecto arborescente

Sobre los tallos se asientan areolas lanudas de color oro a canela que se vuelven grises o negruzcas con la edad. Son de forma inversamente triangular, miden de 5 a 10 mm de largo y de 2,5 a 4 mm de diámetro. Poseen gloquidios amarillos de 1 a 3 mm de largo y están dispuestos en penacho adaxial, a veces también dispersos a lo largo de los márgenes de las areolas.
También tienen de 6 a 18 espinas en la mayoría de las areolas de las ramas jóvenes y están cubiertas por una vaina epidérmica suelta que parece de papel, inicialmente de color color paja o amarillo plateado, a veces también rosado pálido, que se vuelve de color gris oscuro o marrón con la edad. Éstas vainas reflejan la luz solar y previenen el sobrecalentamiento de la planta.
Las espinas de la parte inferior de la areola van de erectas a deflexas, son extendidas y aplanadas basalmente, donde la más larga mide hasta 3,5 cm. Las espinas de la parte superior de la areola son erectas o extendidas y circulares, donde la más larga mide hasta 2,5 cm. Estas espinas pueden estar entrelazadas o no con espinas de areolas adyacentes, formando una capa densa que oculta el tallo de la planta. Las ramas más viejas presentan espinas escasas y más cortas.

También tienen pequeñas hojas suculentas de color verde claro cuando son jóvenes. Miden de 1,5 a 2,5 cm de largo y se caen prematuramente.

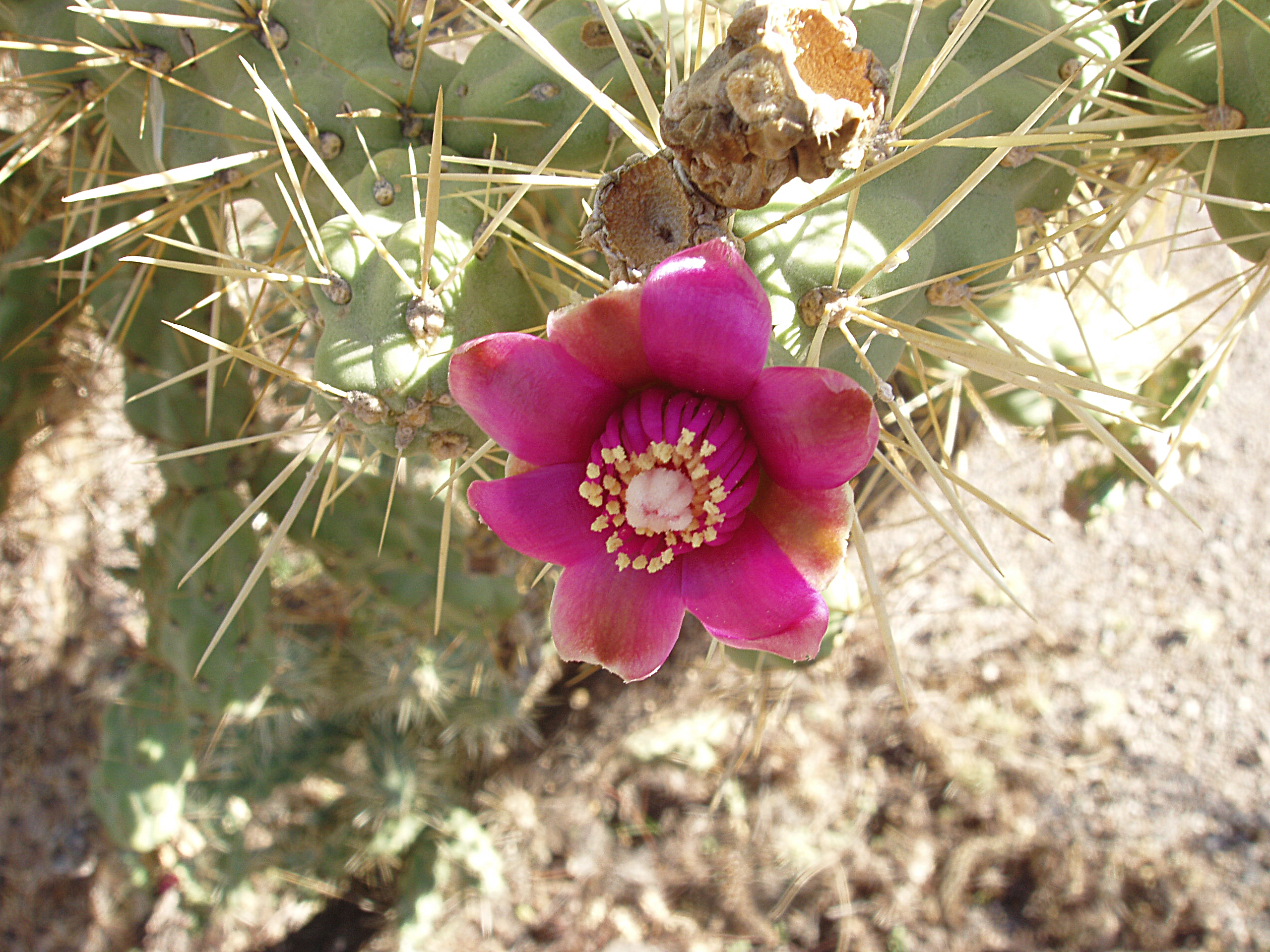
Detalle de la flor

Las flores son blancas y rosadas, con vetas de color lavanda. Se abren durante el día (diurnas), miden hasta 2,5 cm de diámetro y son polinizadas por abejas. Aparecen en las puntas de las articulaciones o en las yemas de los frutos viejos y florecen a mediados del verano. Los filamentos de los estambres van de rosa pálido a magenta y las anteras son de color blanco a crema. El estilo es rosado y los lóbulos del estigma son de color blanquecino a amarillo pálido.

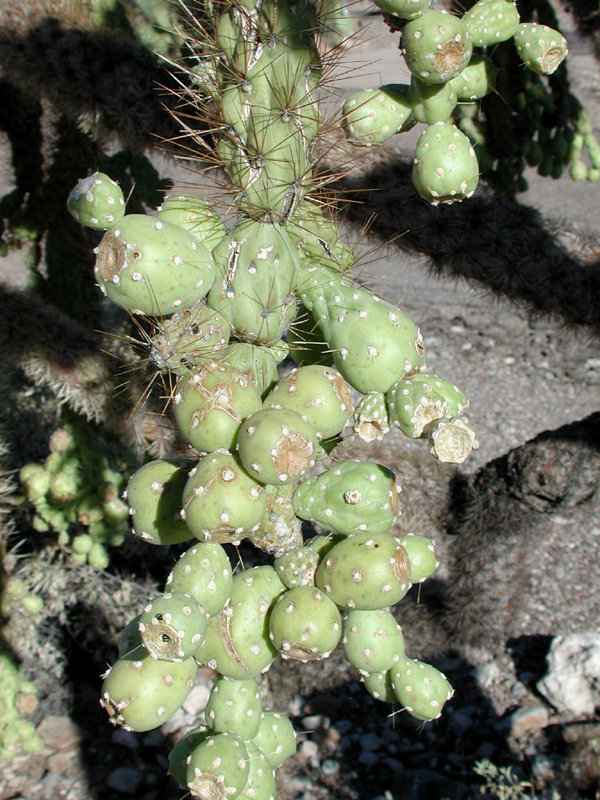
Cadenas de frutos

Los frutos son carnosos y de color verde grisáceo en la madurez. Generalmente no tienen espinas y su forma va de pera o casi redonda a abarrilado. Están ligeramente tuberculados, miden de 2,5 a 4 cm de largo y generalmente son estériles. Los frutos permanecen en la planta durante años y sus areolas producen más flores al año siguiente, por lo que al final se forman largas cadenas colgantes de frutos.

## Distribución y hábitat
El área de distribución nativa de esta especie abarca desde el norte de México (concretamente en los estados mexicanos de Sinaloa y Sonora) hasta Arizona (Estados Unidos). Además se ha introducido en lugares como España, Suráfrica, Australia o Nueva Zelanda.
Crece principalmente en biomas desérticos o de matorrales secos, desde la costa hasta los 1200 metros sobre el nivel del mar. Habita en pastizales desérticos, altas llanuras, planicies arenosas y laderas rocosas.

### Carácter invasor en España

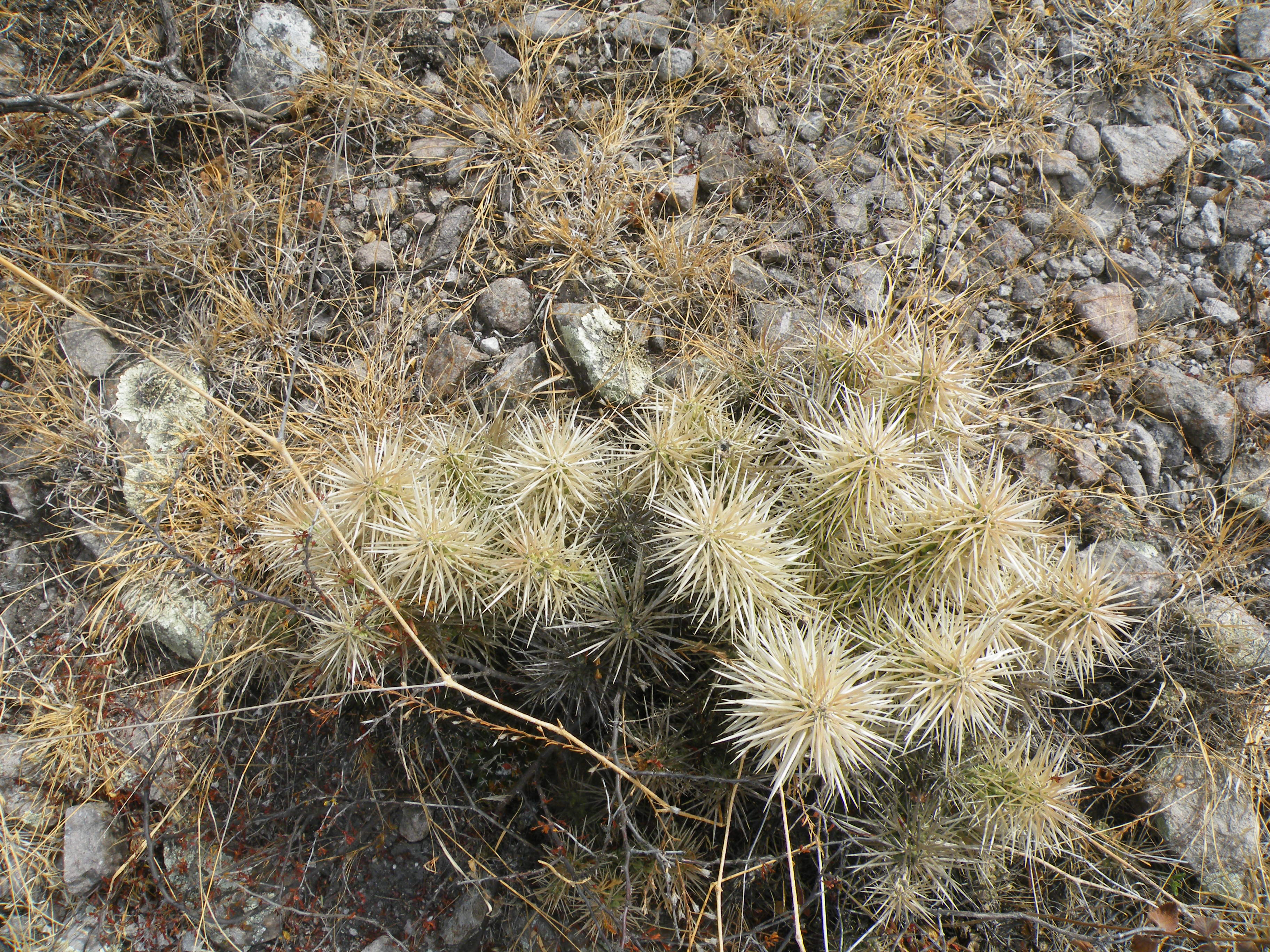
Porte de la planta

Debido a su potencial colonizador y constituir una amenaza grave para las especies autóctonas, los hábitats o los ecosistemas, todo el género Cylindropuntia ha sido incluido en el Catálogo Español de Especies Exóticas Invasoras, regulado por el Real Decreto 630/2013, de 2 de agosto, estando prohibida en España su introducción en el medio natural, posesión, transporte, tráfico y comercio.

## Ecología
Los frutos no suelen tener semillas viables, ya que la planta suele reproducirse a partir de tallos caídos, los cuales suelen ser dispersados a cierta distancia al adherirse al pelo de los animales.
Además, durante las sequías, animales como el borrego cimarrón (Ovis canadensis) y algunas especies de ciervos como el ciervo mulo del desierto (Odocoileus hemionus), dependen del jugoso fruto como alimento y agua.

## Taxonomía
La primera descripción de esta especie fue como Opuntia fulgida, publicada en 1856 por el botánico alemán George Engelmann en Syn. Cact. U.S.: 50.
Posteriormente, el botánico danés Frederik Marcus Knuth colocó la especie en el género Cylindropuntia, pasando a llamarse Cylindropuntia fulgida y anotando estos cambios en el libro Den Nye kaktusbog: 131 en el año 1930.
Etimología
- Cylindropuntia: nombre genérico formado por dos palabras: el sustantivo griego kýlindros (que significa 'cilindro') y el género Opuntia, (con el que el género tiene similitudes), haciendo referencia a la forma cilíndrica de los tallos de las plantas.
- fulgida: epíteto específico latino que significa 'brillante', haciendo referencia a las espinas de la especie, las cuales le dan un aspecto brillante.[8]

### Variedades
Actualmente se distinguen dos variedades:
| Imagen | Variedad                                                            | Descripción | Distribución                              |
| ------ | ------------------------------------------------------------------- | --- | ----------------------------------------- |
|        | Cylindropuntia fulgida var. fulgida                                 | Espinas de los tallos entrelazadas con las espinas de areolas adyacentes, las más largas usualmente de 2,5 a 3 cm. Los segmentos del tallo que parecen espinosos desde lejos, tapan los tubérculos que se encuentran debajo. Los filamentos de los estambres son rosas.                                | Desde Arizona hasta el norte de México    |
|        | Cylindropuntia fulgida var. mamillata (A.Schott ex Engelm.) Backeb. | Espinas de los tallos poco o nada entrelazadas con las espinas de las areolas adyacentes, las más largas usualmente de 1 a 2 cm. Los segmentos del tallo que parecen sin espinas o casi sin espinas desde lejos, no tapan los tubérculos que se encuentran debajo. Los filamentos de los estambres son | Desde Arizona hasta el noroeste de México |

Sinonimia
- Sinónimos de Cylindropuntia fulgida var. fulgida:
  - Cylindropuntia fulgida f. cristata P.V.Heath (1994)
  - Cylindropuntia fulgida f. monstruosa P.V.Heath (1994)
  - Opuntia fulgens Engelm. (1876)

- Sinónimos de Cylindropuntia fulgida var. mamillata:
  - Cylindropuntia fulgida f. mamillata (A.Schott ex Engelm.) Guiggi & Verloove (2017)
  - Cylindropuntia fulgida subsp. mamillata (A.Schott ex Engelm.) M.H.J.van der Meer (2022)
  - Opuntia fulgida var. mamillata (A.Schott ex Engelm.) J.M.Coult. (1896)
  - Opuntia mamillata A.Schott ex Engelm. (1856)
  - Opuntia mammillata Engelm. (1856)

## Estado de conservación
En la Lista Roja de Especies Amenazadas de la UICN, la especie está clasificada como de “Preocupación Menor (LC)” y no se conocen amenazas importantes para la conservación de esta especie, ya que crece en lugares inaccesibles y hostiles del desierto.

## Usos
Se cultiva raramente como planta ornamental y su propagación se realiza principalmente a través de esquejes.

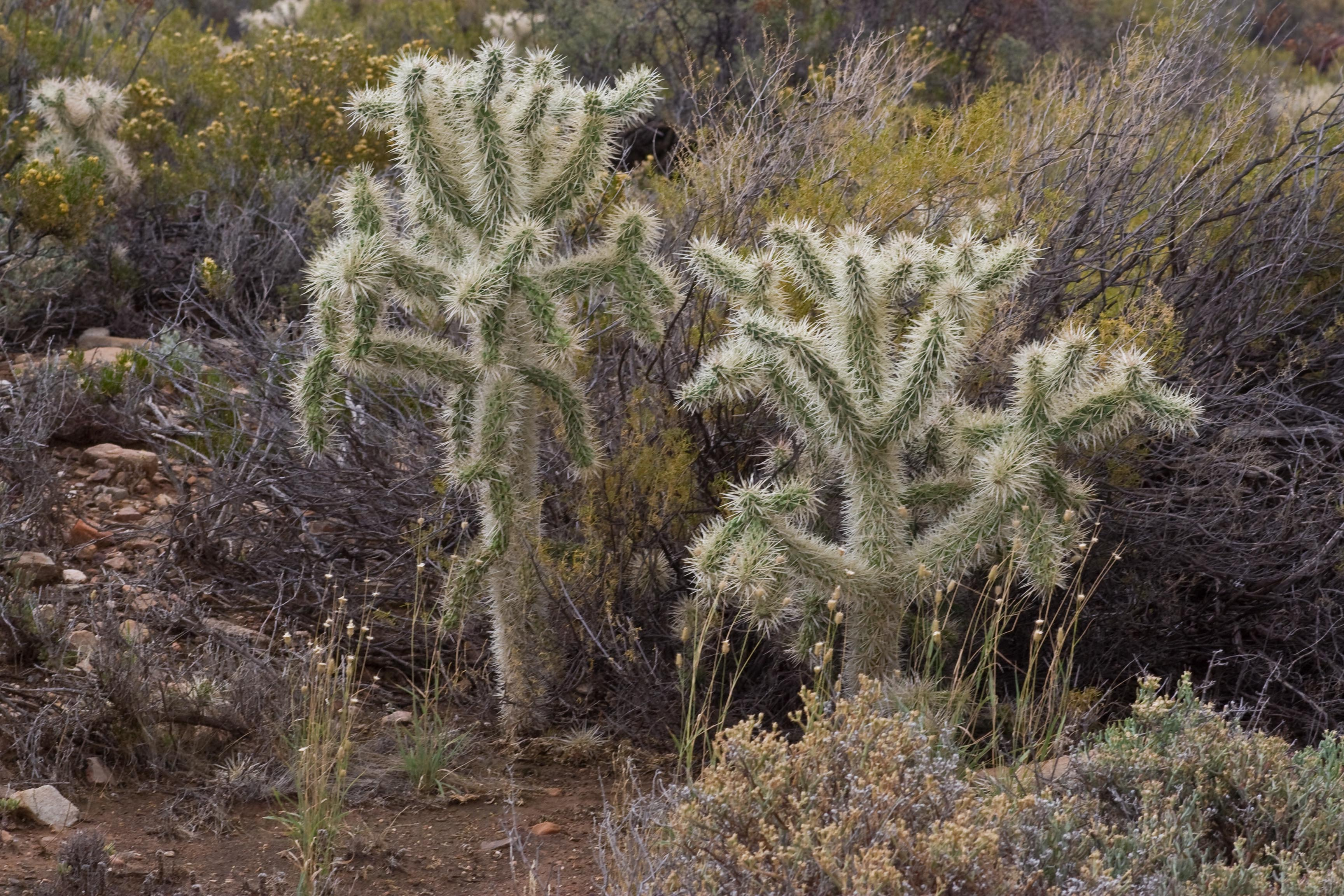
En su habitat

Su fruta es comestible y hay que tener cuidado a la hora de manipular esta planta, ya que las espinas presentan púas microscópicas que hacen que su extracción sea extremadamente difícil y dolorosa.